# Adolfo Constanzo
Adolfo de Jesús Constanzo (1 de novembro de 1962 - 6 de maio de 1989) foi um norte-americano assassino em série, leitor de cartas de tarô, traficante de drogas e líder de culto. Seu apelido era El Padrino de Matamoros (O Padrinho de Matamoros).

## História
Em 1989, o desaparecimento de Mark Killroy, um jovem estudante norte-americano, em Tamaulipas, México, levou à descoberta de uma série de assassinatos rituais que comoveram o mundo. As pistas conduziram a polícia até o rancho Santa Elena, nos arredores da cidade de Matamoros, refúgio de um bando de narcotraficantes. Um deles confessou que Killroy foi enterrado no local, onde foram encontrados outros 11 cadáveres.
O autor dos assassinatos era Adolfo de Jesús Constanzo, o líder do bando, um iniciado nos rituais de palo mayombe, um culto de origem afro-cubana.
Os cadáveres foram esquartejados e o coração, cérebro e espinha dorsal haviam sido estripados durante os sangrentos assassinatos rituais do bando.